# Ashlynn Brooke
Ashlynn Brooke (Choctaw (Oklahoma), 14 augustus 1985) is een voormalig Amerikaanse pornoactrice, danseres en model. 
Voordat ze  actrice werd in 2006, werkte ze bij een dealer van tweedehands auto's in de buurt van Oklahoma City. Ze kreeg een exclusief contract als actrice bij New Sensations / Digital Sin in 2007.  In 2009 maakte ze haar regiedebuut met Ashlynn Brooke's Lesbian Fantasies. Ze had ook een kleine bijrol in de horrorfilm Piranha 3-D.
In 2010, bij de geboorte van haar kind stopte ze met haar werk als pornoactrice.

## Prijzen
- 2007 Adultcon Top 20 voor volwassenen actrices
- 2008 (AEBN) GUNNINGSCRITERIA - Best New Starlet
- 2008 Fans of Adult Media and Entertainment Awards (FAME) - Favoriete Borsten
- 2009 AVN Award - Beste doorlopende videoserie Ashlynn Goes To College
- 2009 AVN Award - Beste Interactieve DVD My Plaything: Ashlynn Brooke
- 2009 AVN Award - Beste nieuwe serie Ashlynn Goes To College
- 2009 exotische danseres Award - Beste nieuwkomer (Sherwin Escurel)